# Primer ministro de Namibia
El primer ministro de la República de Namibia (en inglés: Prime minister of the Republic of Namibia) es el cargo del Gabinete que asume la jefatura de gobierno de la República de Namibia ante la Asamblea Nacional.Es miembro del Gabinete y ocupa el tercer escalafón en la sucesión presidencial por detrás del vicepresidente.
Actualmente el cargo es ocupado por Elijah Ngurare desde el 21 de marzo de 2025.

## Historia
Al igual que en el caso de la presidencia del país, el SWAPO domina el cargo de primer ministro, así, todos los primeros ministros desde 1990, cuando nace el cargo, han sido miembros de este partido.
El 21 de marzo de 1990, Hage Geingob fue juramentado como primer ministro de la República de Namibia, y el 21 de marzo de 1995, fue juramentado nuevamente para su segundo mandato. Se desempeñó en este cargo durante doce años. Hage Geingob, como primer ministro, introdujo una gestión moderna respecto de la marcha del gobierno. En un cambio de gabinete el 27 de agosto de 2002, Geingob fue sustituido como primer ministro por Theo-Ben Gurirab, que hasta entonces ocupaba el cargo de ministro de Asuntos Exteriores en el Gabinete.
Para sustituir a Gurirab, el presidente Hifikepunye Pohamba nombró a Nahas Angula. Este había sido rival de Pohamba en las elecciones internas de SWAPO para la elección del candidato presidencial para las generales de 2004. Angula se mantuvo en el cargo hasta 2012,  cuando el presidente Pohamba sustituyó a Angula por Geingob, que ya había sido primer ministro, aunque Angula se mantuvo en el Gabinete como ministro de Defensa. Cuando Geingob asumió la presidencia del país en 2015 nombró a la primera mujer en ocupar el cargo, Saara Kuugongelwa.

## Características

### Elegibilidad
Según la constitución del país será el presidente de la República quien nombre al primer ministro que será responsable de sus funciones ante el presidente y ante la Asamblea Nacional como miembro del Gabinete (artículo 32).

### Toma de posesión
El primer ministro deberá prestar juramente tal y como se recoje en el artículo 148:
‘Yo, (nombre) juro/afirmo solemnemente, que me esforzaré al máximo de mis posibilidades por mantener, proteger y defender como Ley Suprema la Constitución de la República de Namibia, y obedecer, ejecutar y administrar fielmente las leyes de la República de Namibia; que protegeré la independencia, soberanía, integridad territorial y los recursos materiales y espirituales de la República de Namibia. Que no divulgaré directa ni indirectamente ningún asunto presentado ante el Gabinete y que se me confíe bajo secreto; y que me esforzaré al máximo de mis posibilidades por garantizar la justicia para todos los habitantes de la República de Namibia, por sustituir, ayudar y asesorar al Presidente, y por desempeñar los deberes de mi cargo y las funciones que me encomiende el Presidente concienzudamente y al máximo de mis posibilidades. Que Dios me ayude. / Así lo afirmo.

### Mandato
La constitución del país no especifica un mandato para el primer ministro que queda bajo responsabilidad del presidente de la República (artículo 41). No obstante, la Asamblea Nacional puede exigir explicaciones sobre el programa de gobierno al primer ministro y forzar su dimisión mediante votación por mayoría de todos sus miembros (artículo 39).

### Funciones constitucionales
Según el artículo 36, el primer ministro será el líder de los asuntos gubernamentales en el Parlamento, coordinará el trabajo del Gabinete como jefe de la administración y desempeñará otras funciones que le asignen el presidente o el vicepresidente. La presencia del presidente y del vicepresidente dentro del Gabinete limita considerablemente las funciones y responsabilidades del primer ministro.

## El Gabinete
El primer ministro está integrado dentro del Gabinete, que está compuesto por el presidente, el vicepresidente, el primer ministro y ministros (el presidente de la República podrá nombrar a miembros de la Asamblea Nacional para integrar el gabinete), a efectos de administrar y ejecutar las funciones del Gobierno (artículo 35.1).  Pese a su preponderancia constitucional, el presidente, salvo que la Constitución o por ley determinen otra cosa, en el ejercicio de sus funciones, estará obligado a actuar, previa consulta con el Gabinete (artículo 27).
Es el presidente quien preside el Gabinete pero, en su ausencia, el vicepresidente, el primer ministro u otro ministro designado a tal efecto presidirá las reuniones del Gabinete (artículo 35.3). Dentro de sus funciones (artículo 40), el Gabinete está capacitado para: 
- Dirigir, coordinar y supervisar las actividades de los Ministerios y de los Departamentos gubernamentales, incluidas las empresas estatales, y revisar y asesorar al Presidente y a la Asamblea Nacional sobre legislación.
- Presentar proyectos de ley a la Asamblea Nacional.
- Defender el presupuesto del Estado y sus planes de desarrollo económico.
- Asistir a las reuniones de la Asamblea Nacional y estar disponible para las consultas y debates relacionados con la políticas gubernamentales.
- Informar a la Asamblea Nacional sobre la política exterior de Namibia.
- Colaborar y asesorar al presidente de la República en la firma de tratados internacionales.
- Asesorar al Presidente sobre el estado de la defensa nacional y el mantenimiento del orden público e informar a la Asamblea Nacional.

Todos los miembros del Gabinete serán responsables individualmente de la administración de sus propios Ministerios y colectivamente sobre la administración del Gabinete, tanto ante el presidente de la República y como ante la Asamblea Nacional (artículo 41). El Presidente estará obligado a rescindir el nombramiento de cualquier miembro de la Gabinete, si la Asamblea Nacional por mayoría de todos sus miembros resuelve que tiene ninguna confianza en ese miembro (artículo 39).

## Lista de primeros ministros (desde 1990)
| #   | Nombre                              | Nombre | Nombre                       | Inicio                 | Final                  | Partido | Elecciones | Presidente | Presidente                          |
| --- | ----------------------------------- | ------ | ---------------------------- | ---------------------- | ---------------------- | ------- | ---------- | ---------- | ----------------------------------- |
| 1.º |                                     |        | Hage Geingob (1941-2024)     | 21 de marzo de 1990    | 28 de agosto de 2002   | SWAPO   | [ 6 ]      |            | Sam Nujoma (1990-2005)              |
| 2.º |                                     |        | Theo-Ben Gurirab (1938-2018) | 28 de agosto de 2002   | 21 de marzo de 2005    | SWAPO   | [ 6 ]      |            | Sam Nujoma (1990-2005)              |
| 3.º |                                     |        | Nahas Angula (n. 1943)       | 21 de marzo de 2005    | 4 de diciembre de 2012 | SWAPO   | [ 6 ]      |            | Hifikepunye Pohamba (2005-2015)     |
| 4.º |                                     |        | Hage Geingob (1941-2024)     | 4 de diciembre de 2012 | 21 de marzo de 2015    | SWAPO   | [ 6 ]      |            | Hifikepunye Pohamba (2005-2015)     |
| 5.º |                                     |        | Saara Kuugongelwa (n. 1967)  | 21 de marzo de 2015    | 21 de marzo de 2025    | SWAPO   | [ 6 ]      |            | Hage Geingob (2015-2024)            |
| 5.º | Nangolo Mbumba interino (2024-2025) |        | Saara Kuugongelwa (n. 1967)  | 21 de marzo de 2015    | 21 de marzo de 2025    | SWAPO   | [ 6 ]      |            |                                     |
| 6.º |                                     |        | Elijah Ngurare (n. 1970)     | 21 de marzo de 2025    | En el cargo            | SWAPO   | [ 6 ]      |            | Netumbo Nandi-Ndaitwah (desde 2025) |

### Fuente
- World Statesmen - Namibia